# Caso de los paquetes sospechosos en Estados Unidos de octubre de 2018

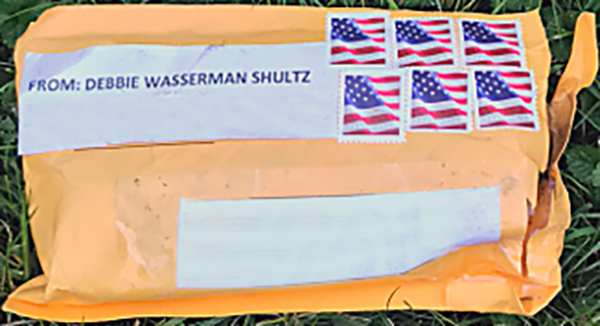
Uno de los sobres enviados que contenía explosivos.

El lunes 22 de octubre de 2018, un paquete sospechoso fue encontrado en el pueblo neoyorquino de Bedford, siendo este dirigido al magnate George Soros. Este fue el inicio de una serie de encuentros de paquetes sospechosos en distintos puntos de los Estados Unidos que no han dejado víctimas mortales. Todos los objetivos eran de carácter político, dirigidos a figuras públicas pertenecientes o relacionadas con el Partido Demócrata. La investigación, todavía abierta, corre a cargo del FBI.

## Resumen de los hechos
La primera bomba fue hallada el 22 de octubre en el buzón de la casa del magnate George Soros, ubicada en la ciudad de Bedford (Nueva York). Un grupo de artificieros realizó una detonación controlada del dispositivo.
Al día siguiente (23 de octubre), un paquete sospechoso fue interceptado en un escaneo de rutina. La Policía lo calificó como una aparente bomba con destino a la residencia de los Clinton, en el distrito neoyorquino de Chappaqua.
El 24 de octubre, un tercer paquete dirigido al domicilio de Barack Obama y su familia en Washington D. C. fue interceptado por el Servicio Secreto en un centro de escaneo en la capital estadounidense. Según las autoridades, ni el exmandatario ni los Clinton «recibieron los paquetes ni corrieron el riesgo de recibirlos». Esa mañana, un paquete dirigido al exfiscal general de EE. UU., Eric Holder, no llegó a su destino previsto y fue enviado a la dirección de retorno, al despacho de la congresista demócrata Debbie Wasserman Schultz en Sunrise (Florida), lo que provocó que evacuaran su oficina. El mismo día, hallaron otra bomba casera entre la correspondencia del edificio Time Warner Center de Nueva York, donde se encuentran las oficinas de la cadena CNN. El paquete estaba dirigido a John Brennan, exdirector de la CIA durante la Administración de Obama. El edificio fue evacuado y la Policía confirmó que el objeto sospechoso contenía un artefacto explosivo rudimentario pero funcional, así como polvo blanco. Adicionalmente, dos paquetes sospechosos fueron enviados a Maxine Waters, congresista demócrata por el estado de California. 
Según señaló Waters en un comunicado, la Policía del Capitolio le informó sobre la llegada de un «paquete sospechoso» a su oficina en Washington, mientras que el segundo paquete sospechoso a su nombre fue interceptado por los empleados del Servicio Central de Correos de la ciudad de Los Ángeles. La congresista precisó que el caso está siendo investigado por el FBI.
El 25 de octubre, un paquete sospechoso que tenía como destino una propiedad del actor estadounidense Robert De Niro fue interceptado en Tribeca (Nueva York) y posteriormente retirado por las autoridades con ayuda de equipos especializados. El mismo día fue interceptado un paquete sospechoso dirigido al exvicepresidente de Estados Unidos, Joe Biden, en una dependencia postal en el estado de Delaware. Una hora después, fue localizado en una oficina postal de Wilmington un segundo paquete que tenía como destinatario a Biden.
El 26 de octubre, fue hallado en Opa-Locka, Florida un paquete sospechoso dirigido al senador Cory Booker. Más tarde, fue encontrado un paquete más, esta vez en Sacramento, California y estaba dirigida a la senadora demócrata Kamala Harris. Un tercer paquete fue interceptado en una instalación postal de la ciudad de Nueva York que al parecer, tenía como destinatario al exdirector de Inteligencia Nacional James Clapper. También ese mismo día, el FBI informó que estaba investigando un paquete sospechoso con artefacto explosivo en Burlingame (California), esta vez dirigido al multimillonario estadounidense Tom Steyer, quien había transferido fondos al Partido Demócrata en repetidas ocasiones.

## Listado de los incidentes
| Objetivo N.°            | Día                             | Lugar                                    | Destinatario | Número de paquetes recibidos |
| ----------------------- | ------------------------------- | ---------------------------------------- | --- | ---------------------------- |
| 1                       | Lunes 22 de octubre de 2018     | Bedford, Nueva York                      | George Soros | 1                            |
| 2                       | Martes 23 de octubre de 2018    | Chappaqua, Nueva York                    | Bill y Hillary Clinton | 1                            |
| 3                       | Miércoles 24 de octubre de 2018 | Washington D. C.                         | Barack Obama | 1                            |
| 4                       | Miércoles 24 de octubre de 2018 | Sunrise, Florida                         | Eric Holder. Por datos incorrectos en el envío, fue devuelto a la dirección falsa del remitente, la oficina de la representante de Florida Debbie Wasserman Schultz. | 1                            |
| 5                       | Miércoles 24 de octubre de 2018 | Time Warner Center, NYC                  | John O. Brennan | 1                            |
| 6                       | Miércoles 24 de octubre de 2018 | Los Ángeles, California Washington D. C. | Maxine Waters | 2                            |
| 7                       | Jueves 25 de octubre de 2018    | New Castle y Wilmington, Delaware        | Joe Biden | 2                            |
| 8                       | Jueves 25 de octubre de 2018    | Tribeca, Nueva York                      | Robert De Niro | 1                            |
| 9                       | Viernes 26 de octubre de 2018   | Opa-Locka, Florida                       | Cory Booker | 1                            |
| 10                      | Viernes 26 de octubre de 2018   | Sacramento, California                   | Kamala Harris | 1                            |
| 11                      | Viernes 26 de octubre de 2018   | NYC, Nueva York                          | James Clapper | 1                            |
| 12                      | Viernes 26 de octubre de 2018   | Burlingame, California                   | Tom Steyer | 1                            |
| Total de paquetes bomba | Total de paquetes bomba         | Total de paquetes bomba                  | Total de paquetes bomba | 14                           |

## Investigaciones

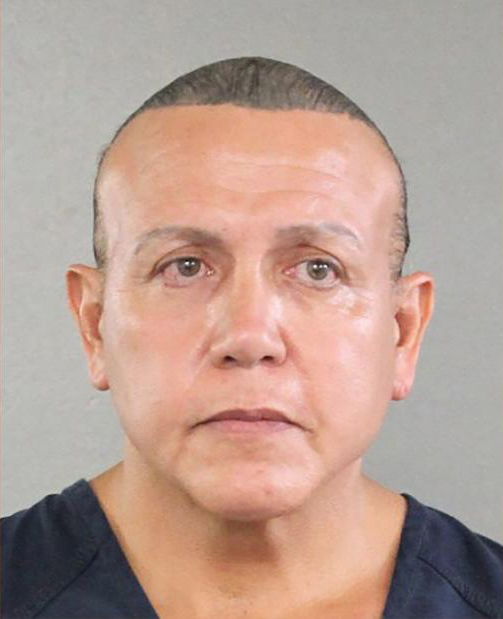
El principal sospechoso, Cesar Sayoc, en 2015.

Actualmente, el FBI  y otras dependencias policiales están investigando los sucesos. Se sabe que todos los paquetes tienen el mismo domicilio de salida así como que todos los paquetes han sido enviados a políticos demócratas.
Mediante una cuenta en Twitter, un periodista publicó una imagen en la que se podía apreciar la foto de uno de los paquetes interceptados y en el, se observa la bandera del grupo yihadista Estado Islámico, sin embargo, la policía de Estados Unidos no lo ha confirmado.
El 26 de octubre, el principal sospechoso Cesar Altieri Sayoc Jr. fue arrestado en Florida y acusado de cinco delitos federales la semana siguiente.

## Reacciones
Mike Pence, Hillary y Chelsea Clinton, Ivanka Trump, Sara Sanders y otros políticos nacionales respondieron a los incidentes. El presidente Donald Trump condenó los sucesos y dijo que asegurará la seguridad del país.
El alcalde de Nueva York, Bill de Blassio calificó el hecho como un "acto de terrorismo". También, algunos políticos de Texas se refirieron a los incidentes como terroristas.
El presidente de CNN, Jeff Zucker, dijo: "Hay una falta total  de comprensión en la Casa Blanca sobre la gravedad de sus continuos ataques a los medios de comunicación. El presidente, y especialmente el secretario de prensa de la Casa Blanca, deben entender que sus palabras son importantes, hasta ahora, no han mostrado comprensión de eso ".